# Pommiers (Rhône)
Pommiers település Franciaországban, Rhône megyében. Lakosainak száma 2629 fő (2022. január 1.). Pommiers Gleizé, Anse, Limas, Theizé és Porte des Pierres Dorées községekkel határos.

## Népesség
A település népességének változása:
| Lakosok száma | 2382 | 2531 | 2682 | 2637 | 2664 | 2713 | 2685 | 2657 | 2629 |
|               | 2013 | 2015 | 2016 | 2017 | 2018 | 2019 | 2020 | 2021 | 2022 |